# Die Schule der magischen Tiere (Film)
Die Schule der magischen Tiere ist ein deutsch-österreichischer Spielfilm von Gregor Schnitzler aus dem Jahr 2021. Es handelt sich um die erste Verfilmung der gleichnamigen Buchreihe über eine Schulklasse, deren Schüler magische Tiere geschenkt bekommen, mit denen nur sie sprechen können. Die Schule der magischen Tiere war der erste Kinderfilm, der als erfolgreichster deutscher Film des Jahres mit einer Lola ausgezeichnet wurde. Bisher wurden zwei Fortsetzungen veröffentlicht, der vierte Teil soll im Herbst 2025 erscheinen.

## Handlung
Ida Kronenberg ist nach einem Umzug neu an der Wintersteinschule und versucht, Freunde zu finden. Die ebenfalls neue Lehrerin Mary Cornfield kündigt an, die Klasse in eine „magische Gemeinschaft“ zu verwandeln und dass schon bald zwei Schüler magische Tiere bekommen werden. Diese erhalten sie von Miss Cornfields Bruder Mortimer Morrison, dem Inhaber der magischen Zoohandlung. Ida bekommt einen magischen Fuchs namens Rabbat und ihr schüchterner Mitschüler Benni die Schildkröte Henrietta. Die Tiere können sprechen – allerdings nur mit ihren Besitzern. Wenn nicht eingeweihte Personen anwesend sind, verwandeln sie sich in Kuscheltiere.
An der Schule kommt es zu einer Reihe von Diebstählen. Gleichzeitig tauchen mysteriöse Smiley-Graffitis auf. Rabbat ist eifersüchtig, dass Ida mehr Zeit mit ihrem coolen Klassenkameraden Jo verbringt als mit ihm. Um den Diebstählen auf die Spur zu kommen, begibt er sich heimlich nachts in die Schule, wo er vom Hausmeister Wondraschek entdeckt wird. Ida, Benni und Henrietta folgen ihm, um ihn zu retten und den Täter zu entlarven. Es stellt sich heraus, dass Jo der Oberklau ist, Wondrascheck aber die Smileys gemalt hat.
Siegmann will Jo wegen seiner Taten einen Schulverweis erteilen. Als jedoch alle Klassenkameraden behaupten, selbst der Täter zu sein, verzichtet Siegmann auf den Verweis und erteilt der gesamten Klasse stattdessen Strafarbeiten.

## Produktion
Die Berliner Produktionsfirma Kordes & Kordes sicherte sich die Rechte an dem Film bereits 2014. Meike Kordes hat im Zug einen Vater beim Vorlesen beobachtet, das Cover fotografiert und kurz darauf die Rechte erworben.
Die Drehbuchentwicklung fand in enger Zusammenarbeit mit der Autorin der Vorlage, Margit Auer, statt. Bei der Adaption wurden einige Änderungen vorgenommen, damit die Geschichte besser auf der Leinwand funktioniert. So können im Film alle Schüler mit allen magischen Tieren sprechen, während in der Vorlage nur der Mensch das magische Tier verstehen kann, zu dem es gehört.
Die Dreharbeiten fanden von September bis November 2019 auf Schloss Grafenegg in Niederösterreich, in den Bavaria Studios, im neuen Rathaus in München und den MMC Studios Köln statt. Die Kamera führte Wolfgang Aichholzer. Österreichischer Koproduzent war die Wega Film (Veit Heiduschka und Michael Katz).
Für das Kinder-Casting hatten sich über 3.500 Mädchen und Jungen beworben. Die Hauptdarsteller Emilia Maier, Leonard Conrads und Loris Sichrovsky standen zum ersten Mal vor der Kamera.
Bei den Dreharbeiten wurden für die magischen Tiere Puppen als Platzhalter eingesetzt. In der Postproduktion wurden diese von bis zu 30 Animatoren des Studios Lunatic durch animierte 3D-Modelle ersetzt.

## Veröffentlichung
Die Schule der magischen Tiere wurde von der Freiwillige Selbstkontrolle der Filmwirtschaft und der Jugendmedienkommission ohne Altersbeschränkung freigegeben. Die FBW Jugend Filmjury empfahl den Film ab einem Alter von sechs Jahren, das Kinder- und Jugendfilmzentrum empfahl ihn ab acht.
Der Film kam am 14. Oktober 2021 ins Kino. Anfang November 2021 gab der Filmverleih Leonine bekannt, dass bereits eine Million Kinozuschauer den Film gesehen haben.
Der Film spielte laut Box Office Mojo insgesamt 21,98 Millionen US-Dollar, rund 18,9 Millionen Euro, ein.
Mit 1,5 Millionen Zuschauern war „Die Schule der magischen Tiere“ der erfolgreichste deutsche Film des Jahres 2021.

## Auszeichnungen
Beim Deutschen Filmpreis 2022 wurde der Film als erster Kinderfilm überhaupt als besucherstärkster deutscher Film ausgezeichnet. Zudem gab es eine Lola für die besten visuellen Effekte für Tomer Eshed, Markus Frank und Dennis Rettkowski. Eine Nominierung erfolgte in der Kategorie Bester Kinderfilm.

## Rezeption
Die Schule der magischen Tiere wurde von der Deutschen Film- und Medienbewertung (FBW) mit dem Prädikat „wertvoll“ ausgezeichnet. Die Jury lobte u. a. das natürliche Spiel der Kinderdarsteller. Der Film wurde in Kritiken als „putzmunteres Musical“ bezeichnet, das „unterhaltsam“ und „spannend“ sei. Andere kritisierten ihn jedoch als „einfallslos“ und als einen Fantasyfilm „vom Reißbrett“. Der Film füge der Romanvorlage keine eigenständigen Ideen hinzu, es fehle an „Witz“, die Figuren seien „eindimensional“, „flach“ und ohne „tiefere Konturen“. Axel Timo Purr von Artechock sah in Die Schule der magischen Tiere hingegen eine „regelrecht hippieske, wilde Groteske [...], die nach etwas drögem Anfang immer heißer läuft und am Ende richtig Spaß macht.“
Nach Einschätzung einiger Kritiker wirkten die computeranimierten Tiere „teilweise unecht“ und würden sich  „nie so recht ins reale Setting einfügen“, andere bezeichneten die Trickeffekte hingegen als „recht ordentlich“. Während die Jugend Filmjury der FBW sich nicht einigen konnte, wie sie die Musik im Film einschätzen sollte, lobten andere Kritiker den  „schwungvolle[n] Soundtrack“, der dem Film guttäte, „weil sowohl die Choreografie als auch das Liedmaterial und die Gesangsqualität überdurchschnittlich sind“.

## Fortsetzungen
Im Sommer 2021 wurden die Dreharbeiten für die Fortsetzung abgeschlossen. Der Film startete am 29. September 2022 mit zwei neuen magischen Tieren im Verleih von Leonine in den Kinos von Deutschland und Österreich. Die Fortsetzung wurde erneut erfolgreichster Film des Jahres. Die Dreharbeiten zum dritten Teil endeten im September 2023 und er kam 26. September 2024 in die Kinos. Der vierte Teil soll am 25. September 2025 veröffentlicht werden.